# Dornberg (Lipper Bergland)
Der Dornberg ist ein 240,1 m ü. NHN hoher Berg im ostwestfälischen Herford im Kreis Herford. Der Dornberg ist damit die höchste Erhebung der Stadt Herford.
Der Berg liegt im Herforder Stadtteil Schwarzenmoor nahe der Grenze zum Vlothoer Stadtteil Exter. Er liegt am Rand des Ravensberger Hügellandes und ist einer der nordwestlichsten Berge des Lipper Berglands. Etwas westlich des Dornbergs liegt der Eggeberg, mit dem er quasi einen Bergrücken bildet. Östlich des Dornbergs liegt die Steinegge. Südlich des Dornbergs verläuft die Bundesautobahn 2.